# Lyne Bessette
Lyne Hélène Bessette-Johnson (Montérégie, 10 maart 1975) is een wielrenner uit Canada. Ze was professional van 1999 tot 2006.
In 1998 en 2002 nam Bessette deel aan de Gemenebestspelen. In 1998 behaalde ze de gouden medaille bij de wegrace.
In 1999 en 2001 won ze het algemeen klassement van de Tour de l'Aude Cycliste Féminin.
In 2001 won ze ook de Amerikaanse Women's Challenge, een meerdaagse wegwedstrijd. Dat jaar werd ze ook Canadees nationaal kampioene op de weg.
Bessette nam voor Canada tweemaal deel aan de Olympische Zomerspelen. In 2000 reed zij de wegrace, en finishte als 22e. In 2004 reed zij naast de wegrace ook de individuele tijdrit.
Samen met Robbi Weldon reed Bessette in 2010 op de UCI World Para-Cycling Championships als pilot op de tandem naar een gouden medaille.

## Erelijst
1999
Eindklassement Redlands Bicycle Classic
2003
Eindklassement Cascade Cycling Classic